# Station Petit-Croix
Station Petit-Croix is een spoorwegstation in de Franse gemeente Petit-Croix.
Het ligt op de lijn Paris-Est - Mulhouse-Ville. Het wordt bediend door de treinen van TER Bourgogne-Franche-Comté en TER Grand Est.

## Treindienst
| Serie | Treinsoort | Route                                             | Bijzonderheden |
| ----- | ---------- | ------------------------------------------------- | -------------- |
| C 13  | TER (SNCF) | Belfort – Petit-Croix – Altkirch – Mulhouse-Ville |                |